# Václav Münzberger
Václav Münzberger (24. listopadu 1887, Praha – 18. června 1956, Praha) byl český kameraman a příležitostný herec. V roce 1946 byl vyznamenán titulem Průkopník českého filmu.[zdroj⁠?!]

## Biografie
Vyučil se fotografem, u filmu začínal v roce 1912 v laboratořích filmové společnosti Maxe Urbana a jeho ženy Anduly Sedláčkové ASUM, záhy si vyzkoušel poprvé práci s filmovou kamerou. Za 1. světové války sloužil jako vojenský kameraman. Po válce byl zaměstnán u společností Lucernafilm a Pragafilm. Po smrti Aloise Jalovce r. 1933 vedl jeho filmové laboratoře Pojafilm, kde také kopíroval filmy, až do jejího zestátnění po r. 1945.
Je právem považován za předchůdce české kameramanské školy. Roku 1912 stál za kamerou při natáčení Prodané nevěsty v režii Maxe Urbana na jevišti přírodního divadla v Šárce. Hodnota tohoto filmu mohla být i v tom, že Münzberger při točení zkoušek opery zdokumentoval i stavbu Přírodního divadla v Šárce. Zajímavý filmový počin vznikl díky Urbanovým úzkým kontaktům s vedením Národního divadla, ale nedochoval se. Po filmu Zlaté srdéčko (1916) byl významnějším filmem v negativu dochovaný film Pražští adamité, který Münzberger točil s kolegou Karlem Deglem a v jehož exteriérové scény jsou dokumentem o řadě zaniklých míst v Praze a jejím okolí. Současně v tomto filmu byly poprvé použity dvojnické scény.

## Filmografie

### Kamera
- Americký souboj, 1913
- Prodaná nevěsta, 1913
- Andula žárlí, 1914 (s Josefem Bulánkem)
- Zlaté srdéčko, 1916
- Polykarp aprovisuje, 1917 (s Karlem Deglem)
- Pražští adamité, 1917 (s Karlem Deglem)
- Čertisko, 1918
- Princezna z chalupy, 1918
- Učitel orientálních jazyků, 1918 (s Karlem Deglem)
- Za svobodu národa, 1920 (s J. Brichtou, A. Jalovcem, O. Hellerem a S. Innemannem)
- Sázka o hubičku, 1921
- Radioamatéři, 1926 (s Jaroslavem Tuzarem a Adou Vrzalem)

### Filmové role
- Pražští adamité, 1917 – nosič
- Radioamatéři, 1926 – Ikův a Slavíkův strýček mistr Vlnka